# 福尔德
天主之僕福尔德（英語：Francis Xavier Ford，1892年1月11日—1952年2月21日），是天主教美國籍主教及瑪利諾外方傳教會會士。1952年被中國政府迫害至死，聖座已展開封聖程序。曾任廣東省前嘉應教區主教（1946年-1952年）。

## 生平

### 早年生活
福尔德出生于1892年4月30日，在美国纽约布鲁克林。他的堂妹是聖道明瑪利諾修女會伊塔·福特修女，於1980年12月2日在薩爾瓦多遭到當地軍方酷刑、強姦及謀殺的四名被迫害至死修女之一。
福尔德在曼哈頓的主教座堂書院就讀期間響應支持美國天主教在海外傳教工作。1912年9月14日，他在19歲高中畢業後加入成为玛利诺外方传教会，成為該會第一位修生。1917年12月5日，福尔德在25歲時晉鐸。1918年末，他作为玛利诺外方传教会第一批共四名的传教士之一，被派往中国广东省传教。

### 牧職
1925年，巴黎外方傳教會將嘉應直隸州及惠潮嘉道龍川縣、連平州、河源縣與和平縣交給瑪利諾外方傳教會負責管理。1929年2月20日，聖座從汕頭宗座代牧區劃出廣東省東北部，成立嘉應宗座監牧區。同4月28日，福尔德神父被任命为嘉應宗座監牧區宗座监牧。
1935年6月18日，聖座將嘉應宗座監牧區升格為嘉應宗座代牧區。同年9月21日，福尔德在嘉應由瑪利諾外方傳教會首任總會長詹姆斯·安東尼·沃爾什主教主禮晉牧。
第二次世界大戰期間，福爾德主教繼續留在當地協助中國游擊隊為擊落的盟軍飛行員逃生，並解救遇險的難民。
1946年4月11日，聖座在中國設立聖統制，嘉應宗座代牧區升格為嘉應教區，屬於廣東教省，福爾德留任成為汕頭教區首任主教。

### 酷刑迫害
1949年10月1日，中國共產黨在中國大陸地區建立中華人民共和國，並開始針對天主教進行宗教迫害及打壓，教會已經無法正常功能。1950年北韓入侵南韓爆發韓戰，中國爆發抗美援朝運動。同年12月，福尔德主教被指具有美帝身份，控以间谍罪名被軟禁在主教府。1951年，福尔德在未經公審下，被押往多個城市遊街示眾。期間，福尔德不斷受到共產黨煽動的群眾在言語及肢體上的羞辱，甚至有群眾用棍棒和石頭毆打他，負責押送的解放軍亦匆忙躱避。此外，政府更強迫福尔德在他的秘書喬安·瑪莉修女面前脫光衣服，進行羞辱。
經過8個月的牢獄酷刑後，福爾德主教於1952年2月21日在中國廣東省廣州監獄中迫害至死，享年60岁。喬安·瑪莉修女在福尔德臨終前見面，表示福尔德「在被捕前還一頭黑髮，但如今滿頭白髮，身體極度消瘦如同裝着馬鈴薯的麻袋。」

## 封聖
美國布魯克林教區推動福爾德主教成為天主之僕，而聖座已展開他的封聖程序。

## 紀念
1953年，瑪利諾外方傳教會與香港教區在香港黃大仙區東頭村白鶴山創辦福德學校，以紀念福爾德主教。該校現在由天主教香港教區管理。
1962年，美國布魯克林教區以福爾德主教命名其中一所屬高中。福爾德主教中央天主教高中獲得紐約州州長和中部州高等學校協會認可。